# Wonder Boys (film)
Wonder Boys is een Amerikaanse tragikomedie uit 2000 onder regie van Curtis Hanson. Het verhaal is gebaseerd op dat uit de gelijknamige roman van Michael Chabon (1995). De film werd genomineerd voor drie Academy Awards, waarvan het die voor beste muzikale nummer (Things Have Changed van en door Bob Dylan) daadwerkelijk won. Daarnaast kreeg de productie meer dan twintig andere prijzen toegekend, waaronder een Golden Globe (voor Dylan) en een Golden Satellite Award voor beste rol in een musical of komedie (Michael Douglas).

## Verhaal
Professor Grady Tripp is een schrijver die genoodzaakt is les te geven aan een universiteit in Pittsburgh, teneinde de eindjes aan elkaar te knopen. Het succes dat hij heeft gekend als jonge en veelbelovende "wonder boy" is verleden tijd. Hij is sinds de publicatie van zijn eerste roman niet meer in staat geweest om het niveau van dat geschrift te evenaren en zeker niet om het te overtreffen. Hij worstelt met een boek waar geen eind aan schijnt te komen.
Een van zijn leerlingen, James Leer genaamd, doet hem veel aan zichzelf denken. De jongen worstelt met de problemen die adolescentie met zich meeneemt maar heeft een uitzonderlijk literair talent. Verschillende bizarre (en komische) omstandigheden nopen Grady ertoe om zich te ontfermen over James gedurende een weekend. Deze korte tijd die ze samen delen, verandert hun beider leven. Grady kan zich dankzij dit weekend vrijmaken van zijn schrijversblok en James kan zijn weg vinden naar het begin van zijn carrière als schrijver.

## Rolverdeling
| Acteur            | Personage              |
| ----------------- | ---------------------- |
| Michael Douglas   | Grady Tripp            |
| Tobey Maguire     | James Leer             |
| Frances McDormand | Dean Sara Gaskell      |
| Robert Downey jr. | Terry Crabtree         |
| Katie Holmes      | Hannah Green           |
| Rip Torn          | Quentin 'Q' Morewood   |
| Richard Knox      | Vernon Hardapple       |
| Jane Adams        | Oola                   |
| Michael Cavadias  | Antonia 'Tony' Sloviak |
| Richard Thomas    | Walter Gaskell         |
| Alan Tudyk        | Sam Traxler            |
| Philip Bosco      | Emily's vader          |
| George Grizzard   | Fred Leer              |
| Kelly Bishop      | Amanda Leer            |
| Bill Velin        | Pupcik                 |
| Charis Michelsen  | Carrie                 |
| Yusuf Gatewood    | Howard                 |